# Popular Science
Popular Science este o revistă de știință americană, publicată lunar, înființată în anul 1872. Revista a lansat situl web www.popsci.com în anul 1999, care din 2008 folosește sistemul de gestionare a conținutului Drupal. În anul 2007, tirajul revistei era de 1.379.637 exemplare.
La data de 25 ianuarie 2007, compania Time Warner a vândut revista Popular Science, împreună cu alte 17 reviste, grupului de presă Bonnier Magazine Group.